# 申台龍
申 台龍（シン・テヨン、신태용、1969年5月26日 - ）は、韓国の元サッカー選手、サッカー指導者。サッカー韓国代表監督、インドネシア代表監督を歴任。現役時代のポジションはMFで、主に中盤の攻撃的な位置からのゲームメイクを担当した。

## 経歴

### 選手
プロとしてのキャリアのほとんどをKリーグ・城南一和天馬でプレー、同クラブの6回のKリーグ優勝とアジアクラブ選手権の制覇など、多くのタイトルの獲得に貢献しその黄金時代を築いた。
また、その間自身も計7回Kリーグのベストイレブンに選出され、また2度最優秀選手にも選ばれている。しかし、韓国代表での活躍はクラブでの活躍には及ばずワールドカップ出場も果たせなかった。
2005年にはオーストラリアのAリーグ、クイーンズランド・ロアーFCに移籍するがシーズン前に怪我をし、それが原因で同年引退した。

### 指導者
2004年、クイーンズランド・ロアーFCでコーチとして活動した。
2008年12月1日、金學範監督の後任としてKリーグの城南一和天馬で監督代行を務めた。
2009年のシーズン序盤は波に乗れなかったものの、徐々に軌道に乗りKリーグ4位で初年度を終える。そして上位6球団が進出するプレーオフで仁川ユナイテッドFCと全南ドラゴンズ、浦項スティーラースを次々と撃破し、リーグ戦を1位で終えた全北現代モータースとチャンピオン決定戦で激突した。ホームでは0-0で引き分け、第2戦で1-3のスコアで完敗を喫し、優勝はならなかった。この時、出場停止でベンチに座ることができない試合でも、観客席から無線機を使用し選手たちを指揮して好成績を収めたいわゆる"無線機マジック"が話題になった。
2010年2月、城南一和天馬の正式監督に就任した。チームの予算削減で2009シーズンよりチームの戦力が弱くなった状態でAFCチャンピオンズリーグとリーグを並行しなければならないことを懸念する見方が多かったが、ACLのグループリーグを1位で通過してKリーグでも上位の成績を出した。ガンバ大阪、水原三星ブルーウィングス、アル・シャバブを次々に破ってチームを決勝に進出させ、3人の主力選手が欠場した決勝戦でゾブ・アハンを3-1で破り優勝し、史上初の選手と監督両方でのACL優勝を達成した。2012年シーズン終了後、12位に終わった成績不振の責任を取って城南の監督を辞任した。
2014年9月、韓国代表の監督代行としてベネズエラ、ウルグアイとの親善試合で指揮を執った。同月、ウリ・シュティーリケが韓国代表の監督に就任すると、申台龍も同代表のコーチとなった。2016年、リオデジャネイロオリンピックに出場するU-23韓国代表の監督を務め、ベスト8入りした。2017年には自国開催となるFIFA U-20ワールドカップに出場したU-20代表の監督も歴任した。
2017年7月、ウリ・シュティーリケの後任として韓国代表の監督に就任した。同年12月のEAFF E-1サッカー選手権では、日本に対しアウェイの状況ながら4-1で大勝して優勝した。翌年7月にロシアで開催されたFIFAワールドカップではグループFに入った。初戦のスウェーデン戦と第2戦のメキシコ戦でいずれも敗れ、最終戦を前に勝ち点0の最下位に沈んだ。最終戦では前回大会の王者で優勝候補の一角であったドイツを2-0で降す金星を挙げたが、グループ3位で決勝トーナメントには届かなかった。大会終了後に退任した。
2019年12月28日、インドネシア代表の監督に就任。2026年北中米W杯アジア予選では3次予選（最終予選）に進み、2024年11月19日の第6節サウジアラビア戦では2-0で勝利を収め、グループCで3位につけて本戦出場の可能性を残した。一方で、国内組の若手選手主体で臨んだ2024 ASEANチャンピオンシップではグループステージ敗退に終わった。
2025年1月6日、インドネシアサッカー協会 (PSSI) は申台龍の解任を発表した。

## 所属クラブ
- 寧海初等学校（朝鮮語版）
- 慶北大学校師範大学付設中学校（朝鮮語版）
- 大邱工業高校（朝鮮語版）
- 嶺南大学校
- 1992-2004  一和天馬/天安一和天馬/城南一和天馬
- 2005  クイーンズランド・ロアーFC

## 個人成績
| 国内大会個人成績 | 国内大会個人成績         | 国内大会個人成績 | 国内大会個人成績 | 国内大会個人成績 | 国内大会個人成績 | 国内大会個人成績 | 国内大会個人成績        | 国内大会個人成績 | 国内大会個人成績 | 国内大会個人成績 | 国内大会個人成績 |
| 年度             | クラブ                   | 背番号           | リーグ           | リーグ戦         | リーグ戦         | リーグ杯         | リーグ杯                | オープン杯       | オープン杯       | 期間通算         | 期間通算         |
| 年度             | クラブ                   | 背番号           | リーグ           | 出場             | 得点             | 出場             | 得点                    | 出場             | 得点             | 出場             | 得点             |
| 韓国             | 韓国                     | 韓国             | 韓国             | リーグ戦         | リーグ戦         | リーグ杯         | リーグ杯                | FA杯             | FA杯             | 期間通算         | 期間通算         |
| ---------------- | ------------------------ | ---------------- | ---------------- | ---------------- | ---------------- | ---------------- | ----------------------- | ---------------- | ---------------- | ---------------- | ---------------- |
| 1992             | 一和天馬                 |                  | Kリーグ          | 18               | 7                | 5                | 2                       | -                | -                | 23               | 9                |
| 1993             | 一和天馬                 |                  | Kリーグ          | 28               | 5                | 5                | 1                       | -                | -                | 33               | 6                |
| 1994             | 一和天馬                 |                  | Kリーグ          | 23               | 7                | 6                | 1                       | -                | -                | 29               | 8                |
| 1995             | 一和天馬                 |                  | Kリーグ          | 26               | 6                | 7                | 0                       | -                | -                | 33               | 6                |
| 1996             | 天安一和天馬             |                  | Kリーグ          | 24               | 18               | 5                | 3                       |                  |                  |                  |                  |
| 1997             | 天安一和天馬             |                  | Kリーグ          | 7                | 0                | 12               | 3                       |                  |                  |                  |                  |
| 1998             | 天安一和天馬             |                  | Kリーグ          | 7                | 1                | 17               | 2                       |                  |                  |                  |                  |
| 1999             | 天安一和天馬             |                  | Kリーグ          | 25               | 4                | 10               | 5                       |                  |                  |                  |                  |
| 2000             | 城南一和天馬             |                  | Kリーグ          | 27               | 7                | 7                | 2                       |                  |                  |                  |                  |
| 2001             | 城南一和天馬             |                  | Kリーグ          | 27               | 5                | 9                | 0                       |                  |                  |                  |                  |
| 2002             | 城南一和天馬             |                  | Kリーグ          | 26               | 4                | 11               | 2                       |                  |                  |                  |                  |
| 2003             | 城南一和天馬             | 7                | Kリーグ          | 38               | 8                | -                | -                       | 2                | 0                | 40               | 8                |
| 2004             | 城南一和天馬             | 7                | Kリーグ          | 20               | 4                | 11               | 2                       | 0                | 0                | 31               | 6                |
| オーストラリア   | オーストラリア           | オーストラリア   | オーストラリア   | リーグ戦         | リーグ戦         | リーグ杯         | リーグ杯                | FFA杯            | FFA杯            | 期間通算         | 期間通算         |
| 2005-06          | クイーンズランド・ロアー |                  | Aリーグ          | 1                | 0                |                  |                         |                  |                  |                  |                  |
| 通算             | 韓国                     | 韓国             | Kリーグ          | 296              | 76               | 105              | 23\|\|\|\|\|\|401\|\|99 |                  |                  |                  |                  |
| 通算             | オーストラリア           | オーストラリア   | Aリーグ          | 1                | 0                | 0                | 0                       | 0                | 0                | 1                | 0                |
| 総通算           | 総通算                   | 総通算           | 総通算           | 297              | 76               | 105              | 23\|\|\|\|\|\|402\|\|99 |                  |                  |                  |                  |

## 代表歴

### 試合数
- 国際Aマッチ 24試合 3得点（1992年-1997年）[15]

| 韓国代表 | 国際Aマッチ | 国際Aマッチ |
| 年       | 出場        | 得点        |
| -------- | ----------- | ----------- |
| 1992     | 1           | 0           |
| 1993     | 3           | 0           |
| 1994     | 2           | 0           |
| 1995     | 3           | 0           |
| 1996     | 13          | 3           |
| 1997     | 2           | 0           |
| 通算     | 24          | 3           |

## 指導歴
- 2008年 - 2012年 : 城南一和天馬
  - 2008年 - 2009年 - 監督代行
  - 2010年 - 2012年 - 監督
- 2014年 - 2016年 U-23韓国代表 監督
  - 2014年9月 - 2017年 韓国代表 コーチ
- 2017年 - 2018年 韓国代表監督
- 2019年 - 2025年 インドネシア代表監督（U-23インドネシア代表監督兼任）

## タイトル

### 個人
- 1987年 全国高校選手権大会 最優秀選手賞
- 1992年 Kリーグ 新人賞、ベスト11
- 1993年 Kリーグ ベスト11
- 1994年 Kリーグ ベスト11
- 1995年 Kリーグ ゴールデンボール、ベスト11
- 1996年 Kリーグ 得点王、ベスト11、韓国プロサッカー 大賞
- 2000年 Kリーグ ベスト11
- 2001年 Kリーグ MVP、ベスト11
- 2002年 Kリーグ ベスト11、Hummel Korea - 韓国 Sports Today 選定 今年の選手賞-ミッドフィルダー部門
- 2003年 Kリーグ ベスト11

### クラブ
城南一和天馬
- Kリーグ 優勝 6回 (1993年, 1994年, 1995年, 2001年, 2002年, 2003年)、準優勝 1回 (1992年)
- 韓国FAカップ 優勝 1回 (1999年)、準優勝 2回 (1997年, 2000年)
- Kリーグカップ 優勝 3回 (1992年, 2002年,2004年)、準優勝 2回 (1995年, 2000年)
- 韓国スーパーカップ 優勝 1回 (2002年)、準優勝 1回 (2000年)
- アジアクラブチャンピオンシップ 優勝 1回 (1996年)、準優勝 1回 (1997年)
- AFCチャンピオンズリーグ 準優勝 1回 (2004年)
- アジアスーパーカップ 優勝 1回 (1996年)